# Lüshunkou
Lüshunkou (en chino, 旅顺口区; pinyin, Lǚshùnkǒu Qū), también llamada Lüshun, anteriormente Port Arthur (en ruso: Порт-Арту́р), es una ciudad-distrito bajo la administración directa de la ciudad-subprovincial de Dalian. Se ubica en el extremo sur de la punta de la península de Liaodong en el territorio de la actual República Popular China. A principios del siglo XX fue un puerto colonial ruso. El lugar es célebre por haber sido escenario de la batalla del mar Amarillo en el marco de la guerra ruso-japonesa entre 1904 y 1905.
Rodeado por el océano por tres lados, este estratégico puerto naval fue conocido como Port Arthur (Порт Артур) a través de la administración imperial rusa y más tarde como Ryojun (旅順) bajo el gobierno japonés. En 1898, Rusia obligó a China a cederle mediante arriendo el puerto durante veinticinco años. A lo largo de los cinco años siguientes, los rusos instalaron en él su flota del Pacífico e hicieron de él la avanzadilla de su expansión imperial en Lejano Oriente. La ciudad finalmente volvió a manos chinas después de la Segunda Guerra Mundial.

## Toponimia
Los nombres en China a través del siglo XIX y los comienzos del siglo XX son raros, ya que estos estaban basados en como eran reportados en la literatura y la historia occidental. Todas las potencias coloniales de la Belle Époque le ponían su propio nombre y lo trasladaban de su propia forma al alfabeto latino. Vale decir que el nombre de un almirante ruso tenían 6 distintas traducciones al inglés.
La administración japonesa y luego la soviética continuó hasta 1953. Los diplomáticos occidentales, en las noticias y en los escritos históricos, la conocían como Port Arthur, y durante el período controlado y administrado por Japón se la llamó Ryojun (旅顺).

## Historia
Dada su estratégica situación en el extremo de la península de Liaodong, la localidad ha sido un puesto militar históricamente destacado. En el siglo VII, durante el reinado de la dinastía Tang, ya contaba con astilleros militares. En el siglo XV, era una base naval de la dinastía Ming.
Port Arthur tomó su nombre de un teniente de la Armada Real Británica, llamado William C. Arthur, pero desde antes la ciudad era conocida por los chinos como Lüshun. En agosto de 1860, durante la segunda guerra del Opio, el teniente Arthur tuvo que guarecerse con su debilitada fragata en el puerto de Lüshun, en ese momento una pobre villa pescadora, para efectuar reparaciones. Los rusos y el resto de las potencias occidentales adoptaron después el nombre británico.
En 1878, la dinastía Qing estableció en ella la primera base naval de la nueva Marina imperial moderna.  El puerto, sin embargo, tenía sus desventajas: de escaso calado, era demasiado somero para los nuevos buques de guerra de principios del siglo XX y carecía de financiación suficiente para transformarse en el centro del imperialismo ruso en la región.

### Periodo colonial

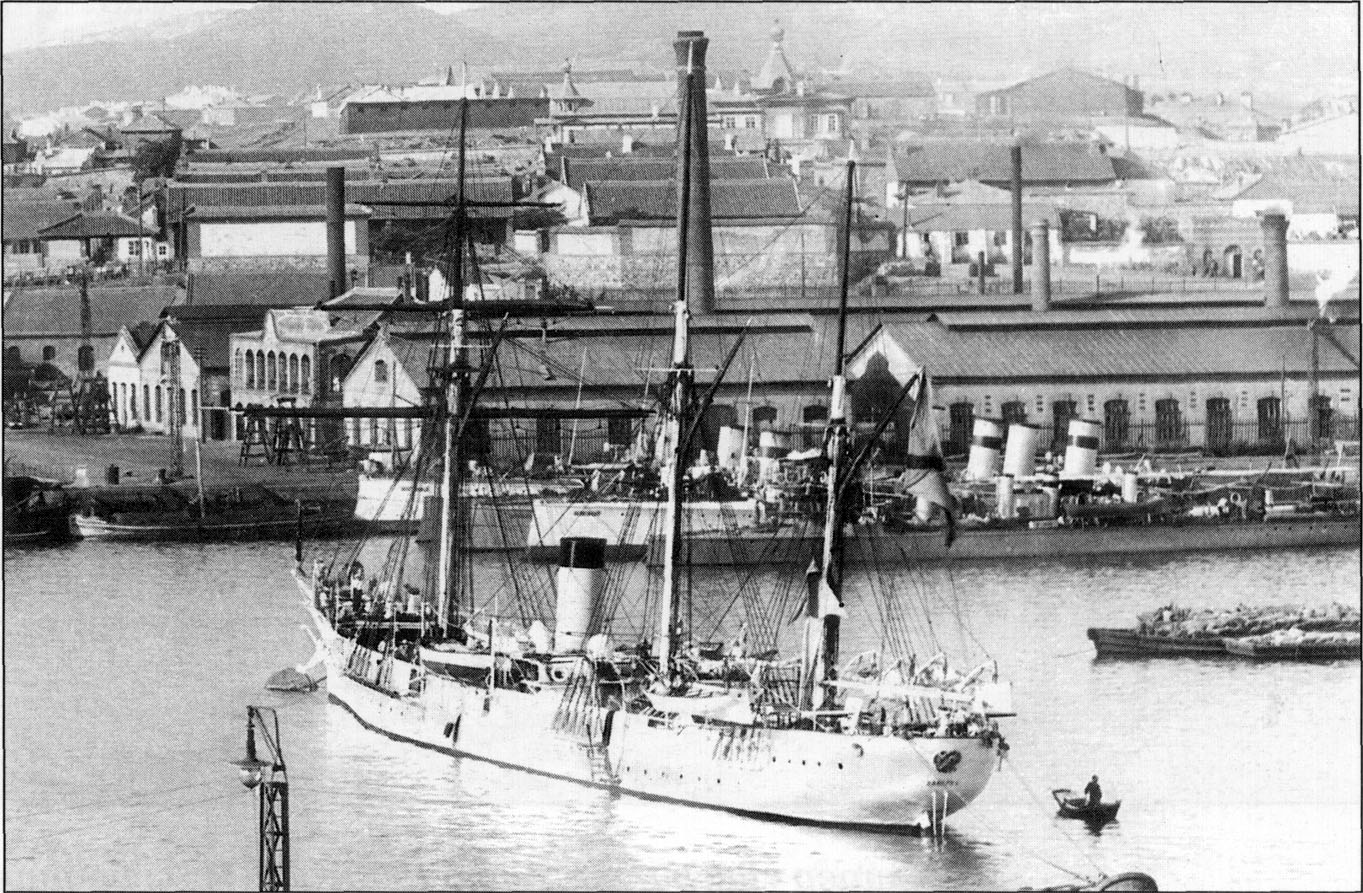
Crucero de la Armada Imperial Rusa en el puerto de Port Arhur.

La primera entrada de Port Arthur en la escena internacional fue durante la primera guerra sino-japonesa (1894-1895). Siguiendo las tropas chinas asentadas en Pionyang en septiembre de 1894, el primer y segundo ejército japonés convergieron en la península de Liaodong por tierra y mar. Los oficiales japoneses planeaban, ambiciosos por el control de la Península de Liaodong y Port Arthur, siendo consciente de la estratégica posición de este punto al norte del Mar Amarillo, en medio de las rutas de comercio a Tianjin.
Siguiendo su camino, al solo encontrar resistencia durante el 20 y el 21 de noviembre de 1894, las tropas japonesas entraron a la ciudad derrotada en la mañana del 21 de noviembre. Varios periódicos occidentales contemporáneos informaban al público de falsas violencias de parte del victorioso ejército japonés a la población china. Uno de estos periodistas era James Creelman, del New York World.
Japón ocupó Port Arthur al igual que el resto de la península Liaodong en efecto de indemnización de guerra. Gracias a las firma del Tratado de Shimonoseki al concluir la guerra, Japón obtenía el gobierno sobre la Península de Liaodong, pero tuvo que cederlo más adelante cuando fue forzada diplomáticamente debido a las presiones de Rusia, Alemania y Francia, miembros de la Triple Intervención en 1895 a cambio de una indemnización adicional a Japón por valor de treinta millones de taeles.
Dos años después, Rusia obtuvo el protectorado de una parte de la península de Liadong por parte de China y la concesión para unir por ferrocarril dicha península con el este de China, con rieles que fuesen desde Port Arthur y pasando Dalian hasta la ciudad central de Harbin. A su vez comenzó a fortificar sistemáticamente el pueblo y el puerto de Port Arthur. Todo esto constituía un deshonra a un Japón ya herido.
La ciudad rusa de Dalian estaba sin explotar en aquella época antes de 1898 cuando el zar Nicolás II de Rusia financió y fundó la ciudad y la estableció como un puerto con muchas mejoras y atracciones culturales. En 1902, el virrey ruso llevó a Dalian el estilo occidental, construyendo un palacio y edificios culturales, en cambio Port Arthur continuó siendo un pueblo meramente comercial e industrial.

#### Guerra ruso-japonesa

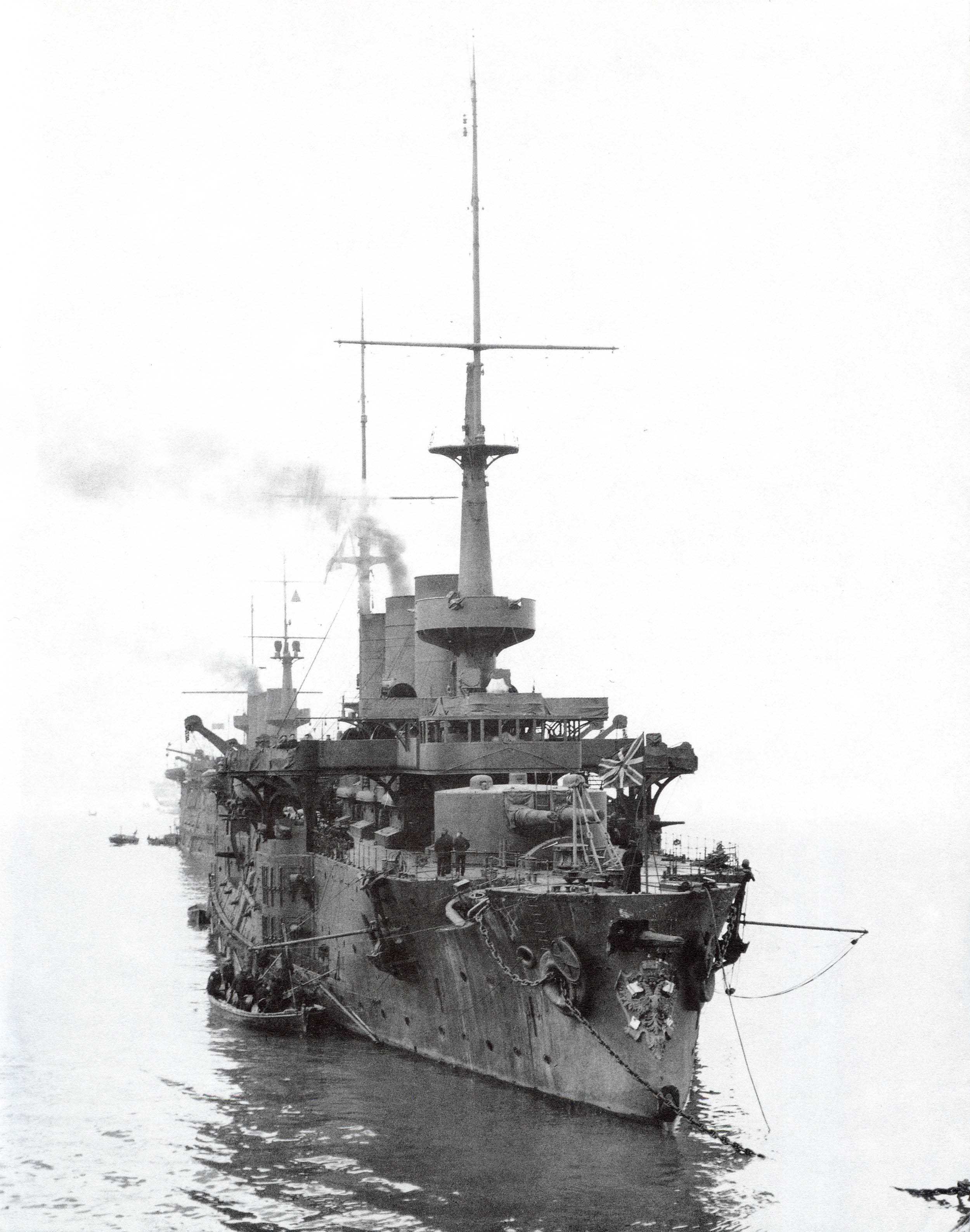
El Pobeda, nave de la armada rusa en la guerra ruso-japonesa.

Diez años después Port Arthur tuvo un rol central en una guerra en el Lejano Este. Fue la guerra ruso-japonesa una batalla por la posesión de Port Arthur y la concesión sobre su ferrocarril. Luego de que el levantamiento bóxer fuese detenido por una coalición internacional de tropas, Rusia se negó a retirar sus refuerzos de Manchuria y en cambio comenzó a fortificar la guarnición la ruta entera a lo largo del Ferrocarril del Sur de Manchuria. Viendo lo que sucedía, Japón propuso una conferencia entre ambas potencias y el acuerdo de sus poderes respectivas en Manchuria del Este, vista por ambas potencias como parte de su esfera de influencia.
Tales conversaciones fueron conducidas entre 1902 y 1904. Mientras numerosas ofertas y periódicos de acuerdo con cada postura eran generados entre los dos poderes, Rusia siguió de facto con la anexión del territorio por el fortalecimiento de la ciudad y la guarnición de sus tropas, si no de jure en sus negociaciones. Al final, con más de dos años de intensivas negociaciones que no pudieron para ninguna parte obtener la clarificación de los derechos de cada país, prerrogativas, e intereses en la Manchuria interior, Japón optó por la guerra con Rusia.
La batalla de Port Arthur marcó el inicio de la guerra ruso-japonesa. La noche del 8 al 9 de febrero de 1904, la escuadra japonesa atacó con torpedos a la flota rusa anclada en Port Arthur, y a continuación atacaron por tierra las posiciones rusas, mientras el ejército japonés ocupaba la península coreana. Las debilitadas fuerzas rusas lograron impedir la caída del importante puerto, pero los japoneses sitiaron la ciudad por tierra cortando la fuente de provisiones sobre el ferrocarril de Harbin, mientras la bloqueaban en el mar. Prácticamente todas las batallas de la guerra hasta julio de 1904 fueron batallas estratégicas por el beneficio territorial o la posición que conduce a la inversión y el sitio del puerto de la ciudad.
El estrechamiento del asedio forzó a los rusos a intentar romper el bloqueo a principios de agosto, lo que provocó la batalla del mar Amarillo, durante la cual la escuadra japonesa causó graves daños a la rusa, obligándola a volver a encerrarse en el puerto, que continuó bloqueado. Port Arthur cayó finalmente el 2 de enero de 1905, después de una serie de asaltos brutales y gran cantidad de bajas en ambos bandos. Cubierta su retaguardia, el ejército japonés presionó hacia el norte de Manchuria. Las victorias en las batallas de Mukden y Tsushima definirían la guerra en favor de Japón.
Bajo la administración japonesa, la ciudad pasó a llamarse Ryojun y llegó a contar 40 distritos.
Segunda Guerra Mundial

### Desde 1945
La ciudad de Lüshun fue establecida el 25 de noviembre de 1945, controlada por los comunistas, que la convirtieron en su principal puerto, hasta que ocuparon Tianjin el 15 de enero de 1949. La ciudad era una subdivisión de la aun mayor ciudad de Lüda y poseía 40 asentamientos en 3 distritos: Dazhong（(大众区), Wenhua (文化区), y Guangming (光明). En enero de 1946, Wenhua fue incorporado a Dazhong, y los 40 asentamientos fueron reducidos a 23 comunas (坊). En enero de 1948, dichos distritos fueron fusionados en uno: Shinei (市内区), con 12 comunas.
En enero de 1960, la ciudad de Lüshun fue renombrada como el distrito de Lüshunkou, todavía bajo Lüda. En 1985, 7 de los 9 asentamientos fueron subidos a la categoría de pueblo.

## Administración
La ciudad-distrito de Lüshunkou se divide en 6 subdistritos y 7 poblados.
| Pinyin       | Hanzi  |
| ------------ | ------ |
| Subdistritos |        |
| Desheng      | 得胜   |
| Guangrong    | 光荣   |
| Dengfeng     | 登峰   |
| Shichang     | 市场   |
| Longwangtang | 龙王唐 |
| Shuishiying  | 水师营 |
| Poblados     |        |
| Jiangxi      | 江西   |
| Shuangdaowan | 双岛湾 |
| Sanjianbao   | 三涧堡 |
| Changcheng   | 长城   |
| Longtou      | 龙头   |
| Beihai       | 北海   |
| Tieshan      | 铁山   |

## Geografía
Dalian, es una ciudad subprovincial, capital de prefectura, se halla aproximadamente cuarenta millas más al norte en la costa, en el punto más estrecho de la Península Liaodong, mientras que Lushun ocupa su punta sur. (Si se ve el mapa se puede observar la estratégica ubicación de Lushun alrededor de un lago, lo que lo convertía en un puerto muy deseable e importante para los hombres del siglo XIX).
La península de Liaodong (anteriormente Liaotung) y su cercanía a Corea, al Mar de China a su sudeste, la bahía de Corea a su este y el mar de Bohai a su oeste (puede verse en el mapa). Pekín está igual de cerca, a través del mar de Bohai, sobre el que se ubica el puerto de esta importante ciudad comercial.

## Clima
Debido a su posición geográfica, los patrones climáticos en la siguiente tabla son los mismos de Dalián.
| Parámetros climáticos promedio de Port Arthur (1971–2000) | Parámetros climáticos promedio de Port Arthur (1971–2000) | Parámetros climáticos promedio de Port Arthur (1971–2000) | Parámetros climáticos promedio de Port Arthur (1971–2000) | Parámetros climáticos promedio de Port Arthur (1971–2000) | Parámetros climáticos promedio de Port Arthur (1971–2000) | Parámetros climáticos promedio de Port Arthur (1971–2000) | Parámetros climáticos promedio de Port Arthur (1971–2000) | Parámetros climáticos promedio de Port Arthur (1971–2000) | Parámetros climáticos promedio de Port Arthur (1971–2000) | Parámetros climáticos promedio de Port Arthur (1971–2000) | Parámetros climáticos promedio de Port Arthur (1971–2000) | Parámetros climáticos promedio de Port Arthur (1971–2000) | Parámetros climáticos promedio de Port Arthur (1971–2000) |
| Mes                                                       | Ene.                                                      | Feb.                                                      | Mar.                                                      | Abr.                                                      | May.                                                      | Jun.                                                      | Jul.                                                      | Ago.                                                      | Sep.                                                      | Oct.                                                      | Nov.                                                      | Dic.                                                      | Anual                                                     |
| --------------------------------------------------------- | --------------------------------------------------------- | --------------------------------------------------------- | --------------------------------------------------------- | --------------------------------------------------------- | --------------------------------------------------------- | --------------------------------------------------------- | --------------------------------------------------------- | --------------------------------------------------------- | --------------------------------------------------------- | --------------------------------------------------------- | --------------------------------------------------------- | --------------------------------------------------------- | --------------------------------------------------------- |
| Temp. máx. media (°C)                                     | −0.4                                                      | 1.4                                                       | 7.2                                                       | 14.6                                                      | 20.2                                                      | 24.2                                                      | 26.6                                                      | 27.3                                                      | 23.9                                                      | 17.5                                                      | 9.7                                                       | 3.1                                                       | 14.6                                                      |
| Temp. mín. media (°C)                                     | −6.8                                                      | −5.0                                                      | 0.2                                                       | 6.6                                                       | 12.2                                                      | 17.2                                                      | 21.0                                                      | 21.6                                                      | 17.4                                                      | 10.6                                                      | 2.8                                                       | −3.5                                                      | 7.9                                                       |
| Precipitación total (mm)                                  | 8.9                                                       | 5.8                                                       | 12.1                                                      | 24.7                                                      | 47.0                                                      | 83.2                                                      | 140.1                                                     | 155.4                                                     | 65.1                                                      | 29.0                                                      | 20.0                                                      | 10.6                                                      | 601.9                                                     |
| Días de precipitaciones (≥ 0.1 mm)                        | 3.3                                                       | 2.9                                                       | 3.7                                                       | 5.4                                                       | 7.0                                                       | 9.3                                                       | 11.8                                                      | 9.2                                                       | 6.0                                                       | 5.2                                                       | 5.3                                                       | 3.4                                                       | 72.5                                                      |
| Horas de sol                                              | 198.0                                                     | 200.2                                                     | 238.8                                                     | 256.9                                                     | 277.6                                                     | 254.7                                                     | 220.7                                                     | 240.8                                                     | 251.5                                                     | 234.6                                                     | 182.1                                                     | 183.9                                                     | 2739.8                                                    |
| Humedad relativa (%)                                      | 56                                                        | 56                                                        | 55                                                        | 56                                                        | 61                                                        | 73                                                        | 84                                                        | 81                                                        | 69                                                        | 62                                                        | 60                                                        | 58                                                        | 64.3                                                      |
| Fuente: China Meteorological Administration               |                                                           |                                                           |                                                           |                                                           |                                                           |                                                           |                                                           |                                                           |                                                           |                                                           |                                                           |                                                           |                                                           |

## Educación
Las universidades en el centro de Dalian están siendo trasladadas a Lushunkou. La Universidad Dalian Jiaotong, antes Universidad del Ferrocarril de Dalian, trasladó su Escuela de Software al área cerca del nuevo puerto, y la Universidad Dalian de Idiomas y la Universidad Dalian de Medicina trasladaron su campus principales a la cuesta del este de la Montaña Baiying, junto al Camino Sur de Lushun. La Universidad Industrial Naval de Dalian está en proceso de mudanza y en Daheishi, junto al Camino Norte de Lushun, se dictan clases en inglés y japonés.

## Cultura
El Parque Mundial de la paz, abierto sobre la costa occidental de Lushun, sobre el Mar de Bohai, es un nuevo punto de visita de los lugares de interés. El Parque del Norte fue establecido en la Zona de Desarrollo Lushun, igual que el Nuevo Puerto Lushun, sobre la Bahía Yangtou, con un ferrocarril a través del Mar de China a Yantai que está siendo diseñado. Existe preocupación porque se está arrasando la herencia arquitectónica rusa, que hacía especial a la ciudad de cara al turismo, para dar paso a construcciones modernas iguales a las de cualquier otra ciudad china.